# Wolodymyr Kosak

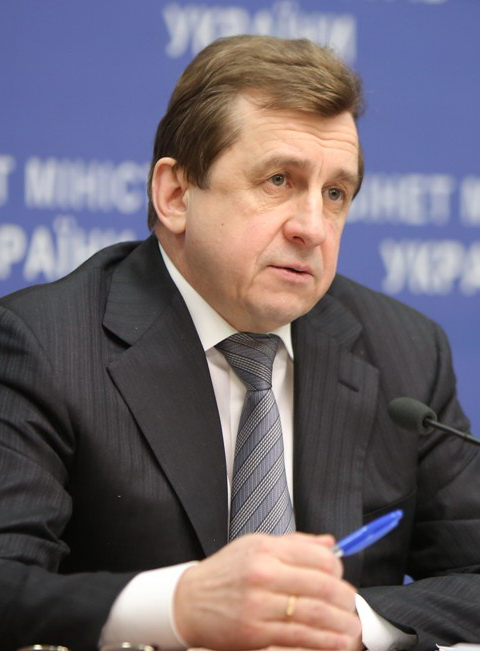
Wolodymyr Kosak, 2014

Wolodymyr Wasyljowytsch Kosak (ukrainisch Володимир Васильович Козак, * 9. August 1959 in Polohy, Oblast Saporischschja, Sowjetunion) ist ein ukrainischer Politiker. Er ist Mitglied der Partei der Regionen und vom 21. März 2011 bis am 27. Februar 2014 Generaldirektor der ukrainischen Eisenbahngesellschaft Ukrsalisnyzja.

## Leben
Wolodymyr Kosak wurde in Polohy, Oblast Saporischja, geboren. Er ist mit Olha Tomiwna verheiratet und hat eine Tochter.
Er studierte an der Nationalen Universität in Dnipropetrowsk und arbeitete seit 1981 als Fahrdienstleiter am Bahnhof Jassynuwata. 1985 wurde Kosak Oberhaupt der Verkehrsdirektion. 2000 Generaldirektor der Lemtrans GmbH, im Jahr darauf Generaldirektor der Korporation „Mischrehionalnyj Promyslowyj Sojus“. Zwischen 23. August 2006 bis 8. November 2007 war Kosak erstmals Generaldirektor von Ukrsalisnyzja.

## Politik
Nach der Parlamentswahl 2006 wurde Kosak Abgeordneter in der Werchowna Rada. Er war Leiter des Subkollegiums für Eisenbahn des Parlamentarischen Kollegiums für Verkehr und Kommunikation. Am 12. September 2006 gab Kosak sein Mandat auf. Bei den Wahlen 2007 wurde er erneut als Abgeordneter gewählt. Er war im zweiten Kabinett Asarow Infrastrukturminister.
Kosak ist Träger des ukrainischen Verdienstordens.
| Personendaten    | Personendaten                                                                                 |
| ---------------- | --------------------------------------------------------------------------------------------- |
| NAME             | Kosak, Wolodymyr                                                                              |
| ALTERNATIVNAMEN  | Kosak, Wolodymyr Wasyljowytsch (vollständiger Name); Козак, Володимир Васильович (ukrainisch) |
| KURZBESCHREIBUNG | ukrainischer Eisenbahner und Politiker                                                        |
| GEBURTSDATUM     | 9. August 1959                                                                                |
| GEBURTSORT       | Polohy, Oblast Saporischschja, Sowjetunion                                                    |